# Майкъл Андрети
Майкъл Марио Андрети (на английски: Michael Mario Andretti) е американски автомобилен състезател, пилот от Формула 1, КАРТ и Индикар. Роден е на 5 октомври 1962 г. във Витлеем, Пенсилвания, САЩ.
Майкъл Андрети е от итало-американски произход, син е на Световният шампион за 1978 година във Формула 1 - Марио Андрети. Един от най-обичаните пилоти в американските серии за всички времена.
Майкъл започва кариерата си през 1980 година във Формула Форд. През 1982, печели титлата, спечелвайки 6 от общо 11 състезания. След този си успех преминава в по-горна категория - Формула Атлантик, като печели шампионата още в първата година. През същата година прави дебюта си в КАРТ сериите и финишира трети в първото си състезание в 24-те часа на Льо Ман. През 1984 година печели Инди 500 и титлата Новобранец на годината.
Привлечен е за пилот във Формула 1 тима - Макларън през 1993 година, като съотборник на Аертон Сена, но сезона е ужасяващ за него (въпреки третото място в Италия) и в края на годината Рон Денис го освобождава, привличайки на негово място младия финландец - Мика Хакинен.
След напускането на Формула 1, Андрети се завръща в „КАРТ“ сериите, където се състезава успешно до създаването на собствения тим – „Андрети Грийн Рейсинг“ който започва да управлява заедно с партньора си Ким Грийн. През 2004 година неговият тим печели „Инди Рейсинг шампионата“ благодарение на младия пилот - Тони Кенанн. Другият пилот в тима Дан Уелдън печели Инди 500 през 2005 г. През 2006 година Майкъл сяда отново в болид за „Инди 500“, като част от сделка към договора на неговия син - Марко Андрети, който също ще се състезава в това състезание. Майкъл води през почти цялото състезание, но четири обиколки преди края е изпреварен от сина си и от шампиона Сам Хорниш джуниър. Майкъл завършва трети, Марко втори а състезанието е спечелено от Сам Хорниш дж. Същата година Марко Андрети е обявен за „Новобранец на годината“.